# レタスクラブ
レタスクラブは1987年からKADOKAWAが発行している料理雑誌。毎月10日と25日発売されていた。2017年で創刊30周年になるのを機に2017年5月号から月刊化し25日のみの発売になった。年に1度だけ（年に2度出ることもある）別冊レタスクラブ（通称別レ）が付録で付くことがある。2017年11月KADOKAWAの社内賞を受賞した。

## 編集長
- 松田紀子（2016年6月就任）
- 前田雅子（2019年8月就任）

## 連載漫画
- 離婚してもいいですか？（野原広子）
- うちの猫がまた変なことしてる（卵山玉子）
- お酒のお時間です（新久千映）
- おもてなし料理のひとつくらい（カマタミワ）
- おかあさんライフ。（たかぎなおこ）

## ゲーム
『かんたん!たのしい!お菓子ナビDS』（かんたん!たのしい!おかしナビDS）は2008年3月13日にコーエーより発売された。
レタスクラブの111種類のお菓子レシピを収録しています。
音声ナビには『しゃべる!DSお料理ナビ』と同じ音声を使っている。